# Mesalina watsonana
Mesalina watsonana är en ödleart som beskrevs av  Ferdinand Stoliczka 1872. Mesalina watsonana ingår i släktet Mesalina och familjen lacertider. Inga underarter finns listade i Catalogue of Life.
Denna ödla förekommer i Afghanistan, Pakistan, Turkmenistan och nordvästra Indien. Honor lägger ägg.
Ovansidan har en grå till olivgrön grundfärg. På ryggens topp bildar vita punkter längsgående linjer. Vid kroppens sidor har liknande punkter mörka kanter. Extremiteternas utsida har ett mönster av ljusa och mörka fläckar som liknar marmor. Hos några populationer förekommer en gul strupe och/eller ett gult bröst.